# Costa Rica ai Giochi della XIX Olimpiade
La Costa Rica partecipò ai Giochi della XIX Olimpiade che si sono svolti a Città del Messico dal 12 al 27 ottobre 1968, con una delegazione di 18 atleti impegnati in 6 discipline: atletica leggera, ciclismo, nuoto, pugilato, sollevamento pesi e tiro. Portabandiera fu il tiratore Hugo Chamberlain. Fu la terza partecipazione di questo paese ai Giochi estivi. Non fu conquistata nessuna medaglia.